# Associação Brasileira das Emissoras Públicas, Educativas e Culturais
A Associação Brasileira das Emissoras Públicas, Educativas e Culturais (ABEPEC) é  uma entidade brasileira de direito privado, sem fins lucrativos, que reúne 19 emissoras de rádio e televisão de caráter educativo e cultural, não comercial.

## Rede Nacional de Comunicação Pública
Em 3 de maio de 2010, foi iniciada a transmissão simultânea da Rede Nacional de Comunicação Pública (RNCP), liderada pela TV Brasil, em parceria com emissoras educativas de 23 estados brasileiros. A nova rede tem como meta atingir 1.716 municípios e cerca de 100 milhões de brasileiros. Em uma primeira fase, a rede deverá oferecer até dez horas de programação em transmissões simultâneas, sendo quatro horas de responsabilidade das emissoras associadas.

## Emissoras integrantes
Rede Nacional
- TV Brasil
  - TV Brasil DF
  - TV Brasil RJ
  - TV Brasil SP

Acre
- TV Aldeia

Alagoas
- Educativa TV
- TV UFAL

Amazonas
- TV Encontro das Águas

Bahia
- TVE Bahia

Ceará
- TV Ceará

Espírito Santo
- TVE ES

Maranhão
- TV Brasil MA

Mato Grosso do Sul
- TV Educativa

Minas Gerais
- Rede Minas

Pará
- Rede Cultura do Pará

Paraná
- TV Paraná Turismo

Pernambuco
- TV Universitária Recife
- TV Pernambuco

Piauí
- TV Antares

Rio Grande do Norte
- TV Universitária Rio Grande do Norte

Rio Grande do Sul
- TVE RS

Santa Catarina
- TV UFSC

São Paulo
- TV Cultura

Sergipe
- TV Aperipê

Tocantins
- Unitins TV